# OG Buda
 (décembre 2021).
 (août 2021).
Pour les articles homonymes, voir OG et Buda.
Grigory Alexeïevitch Lyakhov (en russe : Григо́рий Алексе́евич Ля́хов), plus connu sous le nom de scène de OG Buda, est un rappeur russe né le 10 janvier 1994 à Tioumen.

## Biographie
OG Buda naît le 10 janvier 1994 à Tioumen, en Russie, où il vit avec ses parents pendant un an et demi. À la suite de problèmes liés aux fréquentations criminelles de son père, sa famille est forcée de déménager à Budapest.
Grigory étudie à l'école hongroise de l'ambassade de Russie, où il rencontre le rappeur Feduk mais, dû à sa mauvaise conduite envers un professeur, il est obligé de quitter l'école. Contraint par la barrière de la langue, il obtient son diplôme de fin d'études avec difficulté puis obtient un emploi à temps partiel de barman à Budapest.

## Carrière
À l'âge de huit ans, OG Buda rappe dans une langue fictive et enregistre son premier morceau avec des amis mais c'est quelques années plus tard, sur les conseils de Feduk et des membres de l'association RNDM Crew, qu'il s'y met sérieusement.
Il sort son premier single 1000 Freestyle le 16 avril 2017 sur VKontakte.

### Popularité - coopération avec Platinum
Le 3 juillet 2018, il sort le single Tourlife, hommage au single Moonlight du rappeur XXXTentacion, et qui élargit considérablement son nombre de fans. La même année, grâce à au chanteur Obladaet, Grigory rencontre l'artiste Platina avec qui il sort le 25 octobre 2018, son premier mini-album Sweet Dreams. Le 21 novembre 2018, il sort le clip vidéo This is not love, dans lequel Feduk apparaît également en tant que caméo.

## Discographie

### Albums
| Année | Nom                                     |
| ----- | --------------------------------------- |
| 2019  | ОПГ Сити                                |
| 2021  | SEXY DRILL                              |
| 2021  | FREERIO                                 |
| 2021  | B&M* (avec MAYOT)                       |
| 2022  | FREERIO 2                               |
| 2023  | Скучаю Но Работаю POX VAWË 0.5 POX VAWË |

### Mini-albums
| Année | Nom                         |
| ----- | --------------------------- |
| 2018  | Сладких снов (avec Platina) |

### Singles
| Année | Nom |
| ----- | --- |
| 2017  | 1000 Freestyle (avec MATXX) |
| 2017  | Serebro |
| 2017  | Монета |
| 2017  | Курю и вспоминаю (avec Lil Melon) |
| 2017  | Схожу с ума (avec la participation de Feduk) |
| 2017  | Чтотыделаешьсомной? / Я тебе **ну (avec Lil Melon) |
| 2018  | XXTra |
| 2018  | Yello (avec MAYOT) |
| 2018  | King Kong Joints |
| 2018  | 8:40 |
| 2018  | Tourlife (RIP X) |
| 2018  | Lil Hoe (avec lil krystalll) |
| 2018  | Ты не куришь (avec Platina) |
| 2018  | Биг бой (avec Platinum, lil krystalll et Feduk) |
| 2018  | Вынырнул из Марвела (avec la participation de Kravets) |
| 2019  | Хорошая акустика (avec la participation de Feduk) |
| 2019  | I Got (avec JABO) |
| 2019  | Бандиты (avec SEEMEE et Telly Grave) |
| 2019  | Лариса (avec lil krystalll) |
| 2019  | Картинки из снов (avec Yanix) |
| 2019  | Холод |
| 2019  | Twins Freestyle 2020 (avec Riley Baby) |
| 2019  | Две татти |
| 2019  | Лил мами (avec lil krystalll) |
| 2019  | Holy (avec Magnum Opus) |
| 2019  | Самолёты (avec la participation de PLOHOYPAREN) |
| 2019  | На мне (avec MAYOT et Magnum Opus) |
| 2019  | Brat (avec blago white) |
| 2020  | Джонни Д (avec White Punk) |
| 2020  | Диибо (avec Polyana) |
| 2020  | Трафик |
| 2020  | На кортах (avec 163ONMYNECK et FEARMUCH) |
| 2021  | Потерял себя (avec Tima Belorusskikh) |
| 2021  | Неправильно (avec LOVV66) |
| 2021  | Добро пожаловать (avec MAYOT) |
| 2021  | Cristal & МОЁТ (Remix) (avec Morgenstern, SODA LUV, blago white & MAYOT)                                                                                             |
| 2021  | Стейк (avec Yanix & 163ONMYNECK) |
| 2021  | На чиле (avec Djigan, Egor Kreed, The Limba, blago white, Klim Luv Timati, SODA LUV et Guf) Фем (avec blago white) Вина (avec 17 SEVENTEEN et Mayot (chanteur) (en)) |
| 2022  | Капли (avec Дора) Грзый (avec Scally Milano et 163ONMYNECK) |
| 2023  | 6АМ в Будапеште факты (avec Markul) Порш Кариа (avec Basta) |
| 2024  | Прачут Небеса (avec Egor Kreed) толстовка (avec Mary Gu) |

## Vidéographie
| Année | Nom                                                                                | Album       | Réalisateur    |
| ----- | ---------------------------------------------------------------------------------- | ----------- | -------------- |
| 2018  | This Is Not Love (avec Platinum)                                                   | РНБ КЛУБ    | Алексей Рожков |
| 2019  | Бандит                                                                             | ОПГ СИТИ    | Алексей Рожков |
| 2020  | Диибо (avec Polyana)                                                               | SEXY DRILL  | Алексей Рожков |
| 2021  | G-SHOKK (avec SODA LUV)                                                            | КОТЬ! КОТЬ! | Алексей Рожков |
| 2021  | Cristal & МОЁТ (Remix) (avec Morgenstern, SODA LUV, blago white & MAYOT)           | Single      | Mark Miller    |
| 2021  | На кассе (avec la participation de 163ONMYNECK)                                    | FREERIO     | Алексей Рожков |
| 2021  | ЗДРАВСТВУЙТЕ (avec Egor Kreed)                                                     | Pussy Boy   | Алексей Рожков |
| 2021  | На чиле (avec Djigan, Egor Kreed, The Limba, blago white, Timati, SODA LUV et Guf) | Single      | Заур Засеев    |

## Tournées de concerts
| Année | Tour                        |
| ----- | --------------------------- |
| 2019  | Сладких снов (avec Platina) |
| 2021  | ОПГ сити                    |